# Yūjirō Hayami
Pour les articles homonymes, voir Hayami.
Yūjirō Hayami (速水 佑次郎, Hayami Yūjirō), né le 26 novembre 1932 à Tokyo et mort le 24 décembre 2012, est un économiste japonais.
Il est entré à l’université de Tokyo et au ministère de l'agriculture, forêts et pêche. Il a obtenu le diplôme de doctorat en économie d’agriculture à l’Université de Iowa. Il est devenu professeur de l’Université métropolitaine de Tokyo après avoir été professeur associé invité de l’université du Minnesota.  
Sa recherche de terrain sur des communes rurales aux Philippines et autres pays d’Asie lui permet de créer un système de l'économie du développement original, nommé Hayami économie du développement. Sa théorie a contribué aux recherches de politiques de développement des pays en voie de développement ainsi que des pays avancés. 

## Publications
- Development Economics: From the Poverty to the Wealth of Nations (avec Yoshihisa Gōdo)
- Communities and Markets in Economic Development (avec Yūjirō Hayami)
- Asian Village Economy at the Crossroads (avec Masao Kikuchi)

## Distinctions
- Médaille au ruban pourpre (1999)
- Prix de la culture asiatique de Fukuoka (2000)